# Unter den Linden – Das Haus Gravenhorst
Unter den Linden – Das Haus Gravenhorst ist eine historisierende Fernsehserie, die vom 16. Juli bis zum 8. Oktober 2006 auf dem Privatsender Sat.1 ausgestrahlt wurde. Das Vorbild für die Serie war die britische Erfolgsserie Das Haus am Eaton Place.

## Handlung
Berlin im Jahr 1906: Die Schokoladen-Dynastie Gravenhorst ist ein traditionsreiches Familienunternehmen mit einem erstklassigen Ruf. In einer imposanten Villa an der feinen Adresse „Unter den Linden“ lebt die wohlhabende fünfköpfige Familie mit ihren Dienstboten unter einem Dach. Doch eine unsichtbare Grenze verläuft zwischen dem Untergeschoss und den herrschaftlichen Räumen darüber.

## Hintergrund
| Darsteller             | Figur                           | Beschreibung                                   |
| ---------------------- | ------------------------------- | ---------------------------------------------- |
| Annekathrin Bach       | Anna Merthin                    | Hausmädchen                                    |
| Anna Böttcher          | Auguste „Guste“ Kilian          | Hausmädchen                                    |
| Nina Bott              | Friederike „Fritzi“ Gravenhorst | Tochter des Hauses                             |
| Greta Galisch de Palma | Christine Olearius              | Tochter von Hugo Olearius                      |
| Peer Jäger             | Carl Bloom                      | Butler                                         |
| Horst Krause           | Hugo Olearius                   | reicher Unternehmer                            |
| Ramona Kunze-Libnow    | Emma Putlitz                    | Köchin                                         |
| Peter Prager           | Arthur Gravenhorst              | Besitzer einer Schokoladenfabrik               |
| Mignon Remé            | Charlotte Gravenhorst           | Ehefrau von Arthur Gravenhorst                 |
| Tim Sander             | Alexander Gravenhorst           | Jüngerer Sohn von Arthur Gravenhorst, Offizier |
| Jaecki Schwarz         | Paul Gravenhorst                | Bruder von Arthur Gravenhorst                  |
| Katharina Stemberger   | Ida Schönhauer                  | Zofe                                           |
| Manon Straché          | Greta Clavue (Ep. 4)            |                                                |
| Thomas Wlaschiha       | Herman Pikeweit                 | Kutscher                                       |
| Matthias Ziesing       | Julius Gravenhorst              | Älterer Sohn von Arthur Gravenhorst            |

| Darsteller           | Figur                | Folgen     | Beschreibung                              |
| -------------------- | -------------------- | ---------- | ----------------------------------------- |
| Francis Fulton-Smith | Dr. Ledermann        | 1, 3, 6, 7 | Hausarzt der Gravenhorsts                 |
| Heike Warmuth        | Pauline Jennings     | 1, 2, 7    | ehemaliges Dienstmädchen der Gravenhorsts |
| Hannes Hellmann      | Theodor Sengbusch    | 5          | Polizeipräsident                          |
| Bettina Hauenschild  | Viktoria Sengbusch   | 5          |                                           |
| Richard Barenberg    | Moritz Belami        | 5          | Freund von Julius Gravenhorst             |
| Renate Krößner       | Gudrun Olearius      | 1, 8, 11   | Mutter von Christine Olearius             |
| Wolfgang Menardi     | Gustav von Weinfeldt | 7, 8       |                                           |

| Datum         | Zuschauer | Zuschauer | Marktanteil | Marktanteil |
| Datum         | ges.      | 14–49 J.  | ges.        | 14–49 J.    |
| ------------- | --------- | --------- | ----------- | ----------- |
| 16. Juli 2006 | 1,63 Mio. | 0,69 Mio. | 8,3 %       | 9,6 %       |
| 6. Aug. 2006  | 1,57 Mio. | 0,69 Mio. | 6,7 %       | 7,7 %       |

Phoenix Film produzierte die erste Staffel in zwei Studios der Berliner Union-Film in Berlin-Tempelhof, Außendrehs fanden im naheliegenden Potsdam statt. Die Serie lief zunächst sonntags 19:15 Uhr auf Sat.1. Nachdem die ersten vier Folgen nur unterdurchschnittliche Zuschauerzahlen erreichten, wurde die Ausstrahlung der letzten neun Folgen auf 15:00 Uhr vorgezogen. Eine dreizehnteilige zweite Staffel war ursprünglich für den Herbst vorgesehen, doch die Serie wurde vorher abgesetzt.

## Weiterführende Informationen
Weblinks
- Offizielle Website
- Unter den Linden – Das Haus Gravenhorst bei IMDb
- Unter den Linden – Das Haus Gravenhorst bei Fernsehserien.de

Belege
1. 1 2  Uwe Mantel: "Unter den Linden" schwach, „Bauer sucht Frau“ stark. In: DWDL.de. 17. Juli 2006, abgerufen am 16. Januar 2023.
2. ↑  Uwe Mantel: Sat.1-Serie „Unter den Linden“ fällt auf katastrophale Werte. In: DWDL.de. 7. August 2006, abgerufen am 17. Januar 2023.
3. ↑  Uwe Mantel: Sat.1 reagiert: „Unter den Linden“ künftig schon nachmittags. In: DWDL.de. 7. August 2006, abgerufen am 10. Februar 2023.